# یسیر (پهپاد)
پهپاد یسیر یک پهپاد ایرانی است که با الهام از بوئینگ اسکن‌ایگل در سال ۲۰۱۳ در صنایع هوایی قدس توسعه یافت. در این پهپاد آرایش قسمت دم و نیز انتهای بال‌ها نسبت به نمونهٔ آمریکایی تغییر کرده‌است. این پهپاد با نام صیاد ۲ نیز شناخته می‌شود.
این پهپاد در مهر ۱۳۹۲ در مراسمی با حضور احمدرضا پوردستان فرمانده وقت نیروی زمینی رونمایی شد و در اختیار این نیرو و نیز نیروی دریایی ارتش قرار گرفت. یسیر با توجه به ابعاد کوچک خود هدفی دشوار برای شناسایی توسط رادار محسوب می‌شود و از این رو برای تصویربرداری از فاصلهٔ نزدیک به خصوص از شناورهای در حال تردد در خلیج فارس استفاده می‌شود. ایران پهپاد یسیر را در نمایشگاه ماکس ۲۰۱۷ در روسیه نیز به نمایش درآورده است.
فرماندهان نیروی زمینی ارتش بعدها استفاده از یسیر در نقش پهپاد انتحاری را نیز تأیید کردند. همچنین گمانه‌زنی‌هایی درخصوص استفادهٔ روسیه از این پهپاد در جنگ با اوکراین نیز وجود دارد. حزب‌الله لبنان نیز از کاربران نسخهٔ شناسایی این پهپاد بوده و در جنگ داخلی سوریه از آن استفاده کرده‌است.

## مشخصات فنی
پهپاد یسیر در حدود یک متر طول، فاصله دو سر بال سه متر و وزن آن نیز در حدود ۲۰ کیلوگرم تخمین زده می‌شود. این پهپاد همچنین قادر است به سقف پروازی ۱۵ هزار پا، مداومت پروازی هشت‌ساعته و برد پروازی تا شعاع ۲۰۰ کیلومتر برسد که از طریق ارتباط با ایستگاه‌های کنترل زمینی متحرک کنترل می‌شود. از سوی دیگر، این  پهپاد دارای مداومت پروازی بالا، دوربین  قوی و توانایی رصد و شناسایی نقاط کور می باشد.این پهپاد با توجه به وزن کم خود نیازمند باند پروازی نمی باشد و این امکان وجود دارد که آنرا با یک لانچر (سامانه هوای فشرده) به سوی بالا پرتاپ نمود. برای فرود پهپاد یسیر از چتر استفاده می شود. پهپاد یاسر می تواند به حداکثر سرعت 120 کیلومتر در ساعت برسد. این پهپاد مجهز به دوربین الکترواپتیکال، دوربین مادون قرمز و برد ارتباطی تقریبی 200 کیلومتر است و قادر است تصاویری با وضوح بالا با دقت قابل توجهی ارسال کند. پهپاد یاسر با استفاده از پرتابگر مستقر شده و با چتر نجات بازیابی می شود. ماموریت های شناسایی را با استفاده از دوربین های شناسایی پیشرفته انجام می دهد و از طراحی سبک وزن، سرعت و تحرک استثنایی بهره می برد. ویژگی قابل توجه این پهپاد قابلیت رادارگریزی آن است که آن را توسط راداری و سیستم های دفاعی غیرقابل شناسایی می کند.